# تراکم جپ–میتلند
تراکم جپ–میتلند(به انگلیسی: Japp–Maitland condensation) یک واکنش آلی از نوع واکنش آلدول و یک واکنش آبشاری است. در واکنشی بین کتون ۲-پنتانون و آلدهید بنزآلدهید که توسط باز کاتالیز می‌شود ابتدا ترکیب اضافی بیس آلدول تشکیل می‌شود. مرحله دوم یک واکنش بسته شدن حلقه است، زمانی که یک گروه هیدروکسیل با هیدروکسیل دیگری در یک جانشینی هسته‌دوستی جابجا می‌شود و یک اکسو-تتراهیدروپیران را تشکیل می‌دهد.
این واکنش اولین بار توسط فرانسیس رابرت جپ و ویلیام میتلند در سال ۱۹۰۴ توصیف شد.
واکنش جپ–میتلند در شیمی آلی سنتزی از اهمیت خاصی برخوردار است، به عنوان مثال به عنوان بخشی از سنتز بیومولکول سنترولوبین به کار گرفته می‌شود: